# Euhemerizam
Euhemerizam je način tumačenja mitologije gdje se polazi od pretpostavke da su mitovi i legende zasnovani na stvarnim povijesnima događajima i ličnostima. Euhemerizam drži da povijesni događaji postaju legende kroz prepričavanje pripovjedačevim preuveličavanjima, pritom nakupljajući izmjene i nove detalje koji odražavaju društvene običaje. Euhemerizam je nazvan po grčkom mitografu Euhemeru (starogrč. Εὐήμερος) iz 4. st. pr. Kr., koji je bio jedan od ranih pobornika ovog načina razmišljanja. U novijoj literaturi o mitologiji (npr. "Bulfinchova mitologija", 1867.) euhemerizam se naziva "povijesnom teorijom" mitologije.
Euhemer nije bio prvi koji je pokušao objasniti mitologiju pomoću povijesti; euhemeristička tumačenja nalazimo i u ranijim djelima, primjerice od Ksenofana, Herodota, Hekateja iz Abdere i Efora, ali njegov utjecaj na kasnije mislioce, kao što su Kvint Enije i Antoine Banier osigurao je da bude zapamćen kao tradicionalni osnivač ove škole razmišljanja.

## Rana povijest
Sokrat u jednoj sceni iz Platonovog "Fedra" nudi euhemerističko tumačenje mita o Boreju i Oritiji:
Fedar: Kaži mi, Sokrate, nije to otprilike mjesto na Ilisu odakle je, po priči, Borej oteo Oritiju?

Sokrat: Priča to kazuje.
Fedar: Zar s ovog mjesta? Voda je ugodna, čista i bistra, a njezina obala prikladna za djevojačku igru.

Sokrat: Ne, nego dolje niže dva ili tri stadija, ondje gdje preko potoka vodi put za hram Arge. I ondje je negdje i nekakav žrtvenik Borejev.

Fedar: Na njega nikako nisam obraćao pažnju. Nego, kaži mi, Zeusa ti, Sokrate, vjeruješ li ti da je ta priča istinita?

Sokrat: Ta kad ne bih vjerovao, kao naši učeni ljudi, to ne bi bilo čudnovato. Tada bih, mudrujući, tvrdio da ju je, dok se igrala s Farmakijom, Borejevo puhanje oborilo s bliskih stijena, a kad je na taj način izgubila život, reklo se da ju je Borej ugrabio...
Sokrat pokazuje kako je moguće obrazložiti mit o Boreju, sjevernom vjetru: Oritiju je s litice srušio prirodni zapuh vjetra, koji je pripisan Boreju. Time je Oritija prihvaćena kao povijesna ličnost. No Sokrat ovdje tvrdi i da je to ekvivalentno s nevjerovanjem u mit. Unatoč što je neke događaje sagledao iz euhemerističke perspektive, Sokrat je pobio ideju da se svi mitovi mogu tako obrazložiti, uočivši da je teško objasniti mitološka bića "apsurdnog oblika", kao što su kentauri i himere.
U antičkoj skeptičkoj filozofskoj tradiciji Teodora iz Cirene i cirenske škole Euhemer je zasnovao novu metodu tumačenja suvremenih vjerovanja. Iako je njegov opus izgubljen, drži se da je vjerovao da se velik dio grčke mitologije može objasniti kao povijesni događaji i prirodne katastrofe kojima su u prepričavanjima pridružene nadnaravne osobine. Euhemera su stoga njegovi protivnici, osobito Kalimah, kritizirali kao ateista.

### Apoteoza
Euheremovo razmišljanje bilo je utemeljeno u pretvaranjima ljudi, obično kraljeva, u bogove apoteozom. Kraljevi su u brojnim kulturama bili egzaltirani i štovani kao božanstva nakon njihove smrti, a katkada čak i za vrijeme njihove vlasti. Dion, tiranin Sirakuze, bio je deificiran za vlastita života, te današnji znanstvenici vjeruju da je njegova apoteoza utjecala na Euhemerovu teoriju. Euhemer je također bio živ za vrijeme apoteoze Seleukida i "faraonizacije" Ptolomejevića spajanjem grčke i egipatske tradicije.

### Zeusov grob
Euhemer je tvrdio da je Zeus bio smrtnik, kralj koji je umro na Kreti, te da njegov grob i dalje tamo postoji. Euhemer nije bio prvi s tom zamisli; u doba Epimenida iz Knosa (oko 600. pr. Kr.) Krećani su smatrali da je Zeus pokopan na njihovom otoku. Radi tog vjerovanja Krećane su često nazivali ateistima, a Epimenid ih je čak nazvao i lašcima. Euhemerov protivnik Kalimah tvrdio je da je Zeusov kretski grob izmišljen, te da je ipak besmrtan:
Kasnija latinska sholija o Kalimahovoj "Himni Zeusu" pokušala je obrazložiti Zeusov grob. Prema toj sholiji originalni nadgrobni natpis je glasio: "grob Minoja, sina od Jupitera", no s vremenom riječi "Minoja, sina od" nestale su, te je ostalo samo "grob ... Jupitera". Po toj logici su tako Krećani dovedeni u zabludu da je Zeus mrtav i pokopan.
Inspiriran Euhemerovim mislima, Porfirije iz Tira je u 3. st. poslije Kr. tvrdio da je Pitagora otkrio Zeusov grob, te na nadgrobni kamen dodao natpis: "Ovdje je umro i pokopan Zan, kojega zovu Zeus". Marko Terencije Varon također je pisao o Zeusovom grobu, ali primijetio je nesuglasicu mnogobrojnih izvora o točnom mjestu groba na Kreti.

## Euhemerizam i kršćanstvo
Rani kršćani i crkveni oci su s namjerom suzbijanja poganstva prihvatili euhemerizam da bi diskreditirali poganske bogove. Euhemeristički stav ranim kršćanskim apologetima vidljiv je u trijumfalnom pokliču Klementa Aleksandrijskog u "Cohortatio ad gentes": "Oni kojima se klanjate bili su nekad ljudi kao i vi".

### Knjiga mudrosti
U biblijskoj Knjizi mudrosti 14, 12-21, dan je euhemeristički opis nastanka idola.
12Pronalazak kumira bio je početak bluda i njihovo je otkriće izopačilo život. 13Nije ih bilo u početku niti će ih biti dovijeka. 14 Jer su došli na svijet po ispraznosti čovječjoj i zato im je određen konac brz. 15Neki otac, satrt prijevremenom žalošću, načini lik svojeg djeteta koje je tako brzo ugrabljeno: i dojučerašnjeg mrtvaca sad već kao boga štuje i odredi svojim podanicima tajne obrede i žrtve. 16U tijeku vremena ukorijeni se taj bezbožni običaj i počeše ga kao zakon čuvati, 17i po zapovijedi vladara uvelo se štovanje likova. A onih koje ljudi nisu mogli u osobi njihovoj štovati, jer su predaleko od njih prebivali, približavahu sebi njihovo daleko obličje, načinivši od čašćenog kralja vidljiv lik da mu nenazočnu revno laskaju kao da je nazočan. 18A i častoljublje umjetnika navodilo je na sve jače štovanje i one koji kralja nisu poznali. 19Jer umjetnik, koji se možda htio dodvoriti vladaru, trudio se svim svojim umijećem da obličje bude što ljepše, 20te je svjetina, ponesena ljepotom djela, počela pridavati božanske počasti onomu koga je nedavno slavila kao čovjeka. 21I to postade zamka životu: robujući nesreći ili nasilju vladarskom, ljudi su neizrecivo ime Božje prenijeli na kamenje i na drvlje.

### Ranokršćanski apologeti
Ranokršćanski apologeti koristili su euhemeristički argument u svrhu potpore svojeg stava da je poganska mitologija tek nakupina anegdota koje su ljudi sami izmislili.  Cirpijan Kartaški, sjevernoafrički pisac koji se preobratio na kršćanstvo, 247. godine napisao je kratki esej "De idolorum vanitate" ("O sujeti idola"), gdje euhemerističko objašnjenje prikazuje kao sasvim očitu stvar: 
Da nema bogova koje običan puk štuje vidljivo je iz sljedećeg: to su nekadašnji kraljevi koje su iz strahopoštovanja njihovi podanici počeli obožavati i u smrti. Stoga su u njihovu slavu izgrađeni hramovi; u njihovu sliku i priliku rađeni su kipovi; a ljudi žrtvovani i svetkovine slavljene u njigovu čast. Tako su kasnije ti obredi postali sveti, a da su isprva služili za utjehu.
Ciprijan zatim daje primjere: apoteozu Melikerta i Leukoteje; "Kastori [tj. Kastor i Poluks] umiru jedan za drugim da bi mogli živjeti", aluzija na svakodnevno dijeljenje besmrtnosti "nebeskih blizanaca". "Jupiterova špilja se može vidjeti na Kreti, i njegov grob je poznat", kaže Ciprijan, brkajući Zeusa i Dioniza, ali i dajući dokaz da je minojski kult špilje i dalje bio aktivan u Kreti 3. stoljeća poslije Krista. Ciprijan u svojem izlaganju marginalizira poganski sinkretizam i naglašava raznovrsnost lokalnih božanstava:
Stoga je vjerovanje u bogove različito među raznim narodima i provincijama, tako da nijednog boga ne štuju svi, nego svatko čuva štovanja svojih predaka.
Euzebije Cezarejski u svojoj "Kronici" koristi euhemerizam da bi ustvrdio da je babilonski bog Ba'al bio deificirani kralj, te da je bog Bel bio prvi asirski kralj.
Euhemerističke stavove zastupaju i Tertulijan (De idolatria), Minucije Feliks (Octavius) i Origen Arnobijevo odbacivanje poganstva u 5. stoljeću možda je inspiriano Ciprijanovim djelima. Izidor Seviljski je u svojoj veoma utjecajnoj ranoj srednjovjekovnoj enciklopediji posvetio poglavlje "De diis gentium" obrazloživanju uz mnoge primjere i genealogije Laktancijev princip: "Quos pagani deos asserunt, homines olim fuisse produntur." ("Oni za koje pogani tvrde da su bogovi bili su nekada ljudi.") Izidor je pokušao razvrstati te deificirane ličnosti prema svojoj podjeli povijesti u šest glavnih perioda, proizvevši mitološke dinastije. Njegov euhemerizam je sažet u dodatku Petra Komestora djelu "Historia scholastica" (oko 1160.) da bi se prikazale paralele među ličnostima iz poganskih legendi u suvremenom tumačenju i moćnim patrijarsima iz Starog zavjeta. Martin od Brage u svojoj knjizi "De correctione rusticorum" piše da idolatrija potječe od Noinih rođaka koji su preživjeli Potop, no počeli štovati sunce i zvijezde umjesto Boga. Prema Martinu grčki bogovi bili su deificirani Noini potomci koji su nekad bili stvarne povijesne ličnosti.

### Srednji vijek
Srednjovjekovni kršćanski pisci su također prihvaćali euhemerizam. Među njima bili su Vincent de Beauvais, Petar Komestor, Roger Bacon i Gottfried iz Viterba. "Naposljetku, kršćanski apologeti su u to doba prihvatili stavove grčkih filozofa racionalista. I usvojili su svrhu euhemerizma, koja je bila objasniti zemaljsko podrijetlo helenističkih božanstava. Euhemerizam se može objasniti na dva načina: prvo u strogom smislu kao pokret koji slijedi poznate stavove Euhemerovog 'Hiera anagraphe' u vezi Panheje i povijesnog značaja obitelji Saturna i Urana. Glavni izvor za te stavove je predaja Laktancija i Diodora; ili drugo, u širokom smislu kao racionalistički pokret koji pokušava objasniti zemaljsko podrijetlo svih helenističkih bogova i polubogova kao smrtnika." Druge tadašnje teorije prikazivale su euhemerizam kao "predmet klasičnog poganastva koji je bio kultiviran u umovima srednjovjekovnih mislioca kroz shvaćanje da, iako su im u mnogočemu stari Grci i Rimljani bili nadmoćni, u vezi svojih religijskih uvjerenja bili su u krivu. Proučavanje glavnih djela na tu temu na srednjoenglenskom jeziku uz značajnu količinu literature na drugim jezicima pokazalo je da su ljudi u srednjem vijeku tzv. bogove rijetko smatrali tek izmišljenim likovima - vjerovali su da su to (bila) stvarna bića, koja su možda posjedovala i stvarnu moć."

## Funkcionalni euhemerizam
Grčki sufiks -izacija znači "činiti na način", tj. u slučaju euhemerizma "činiti na Euhemerov način". Stoga se "funkcionalni euhemerizam" definira kao primjena termina "euhemerizam" u kontekstu apoteoze/deifikacije, bez razmatranja interpretacije mitologije. Dakle, Euhemerov tok misli i njegovi motivi kad je božanstvo proglasio čovjekom su nevažni; sve što je važno je rezultat: Euhemer je božanstvo pretvorio u čovjeka.
Prema funkcionalnom euhemerizmu vrijedi:
- čovjek → bog = deifikacija/apoteoza
- bog → čovjek = euhemerizacija

## "Euhemerizam" Snorrija Sturlusona
U Mlađoj Eddi (oko 1220.) kršćanski islandski pjesnik i povjesničar Snorri Sturluson predlaže ideju da su nordijski bogovi prvotno bili poglavice i kraljevi. Odin, praotac bogova, prikazuje se kao maloazijska povijesna ličnost, potomak Prijama, trojanskog kralja za vrijeme Trojanskog rata. Odin putuje na sjever da bi zasnovao nordijske države, te dansku, švedsku i norvešku kraljevsku obitelj:
I kroz koje god su zemlje prošli, veličanstvene priče su o njima pričali, tako da su se činili više bogovima nego ljudima.
Stoga, iako Snorrijev euhemerizam slijedi ranokršćansku tradiciju, namjera nije samo diskreditirati božansku prirodu bogova umirajuće religije, nego i (prema Vergilijevoj "Eneidi") ukazati da je deifikacija nastala da bi se potvrdili noviji skandinavski vođe.

## Euhemerizam u današnjici
Euhemeristička tumačenja mitologije nastavila su se kroz rani novi vijek od 16. stoljeća do današnjice. 1711. godine francuski povjesničar Antoine Banier u knjizi "Mythologie et la fable expliqués par l'histoire" ("Mitologija i drevne bajke objašnjeni") dao je jake argumente u korist euhemerističkog tumačenja grčke mitologije. "A New System or Analysis of Ancient Mythology" ("Novi sistem ili analiza antičke mitologije") Jacoba Bryanta iz 1744. također je ključni euhemeristički uradak tog doba, koji je euhemerizam predstavio iz biblijske perspektive. U 19. stoljeću javlja se George Stanley Faber kao još jedan biblijski euhemerist. Njegova knjiga "The Origin of Pagan Idolatry" ("Podrijetlo poganske idolatrije", 1816.) predlaže da su svi poganski narodi štovali iste bogove, koji su svi bili deificirani ljudi. Osim literature pod utjecajem Biblije, euhemerizam nalazimo i kod nekih arheologa koji su otkrili da mitovi mogu potvrditi arheološka otkrića. Heinrich Schliemann, poznati arheolog iz 19. stoljeća, tvrdio je da mitovi u osnovi imaju povijesne činjenice. Schliemann je vjerovao u postojanje mjesta i likova iz Homerovih djela, te je čak tvrdio da je pronašao predmete grčkih mitoloških ličnosti (npr. Agamemnonovu masku).
Herbert Spencer također je prihvatio neke euhemerističke argumente da bi objasnio antropocentrično podrijetlo religije, pomoću kulta predaka. Racionalizirajuće metode tumačenja koje prikazuju neke mitove kao predajne povijesne izvore zasnovane na stvarnim događajima često se susreću u današnjim komentarima mitologije.
Pjesnik i mitograf Robert Graves dao je mnoge "euhemerističke" interpretacije u svojim knjigama "Bijela Božica" (1948.) i "Grčki mitovi" (1955.), no njegova glavna zamisao da ti mitovi bilježe i opravdavaju političko i vjersko rušenje ranijih kultova nije općeprihvaćena.